# Frith Lake, Sudbury
Frith Lake är en sjö i Kanada.   Den ligger i distriktet Sudbury och provinsen Ontario, i den sydöstra delen av landet, 500 km nordväst om huvudstaden Ottawa. Frith Lake ligger 373 meter över havet. Arean är 0,16 kvadratkilometer. Den ligger vid sjöarna  Nora Lake Speed Lake och West Shining Tree Lake. Den sträcker sig 0,7 kilometer i nord-sydlig riktning, och 0,4 kilometer i öst-västlig riktning.
I omgivningarna runt Frith Lake växer i huvudsak blandskog. Trakten runt Frith Lake är nära nog obefolkad, med mindre än två invånare per kvadratkilometer.